# Tubaran
Tubaran ist eine philippinische Stadtgemeinde in der Provinz Lanao del Sur. Sie hat 14.749 Einwohner (Zensus 1. August 2015).

## Baranggays
Tubaran ist administrativ in 21 Baranggays unterteilt.
| - Alog - Beta - Poblacion (Buribid) - Campo - Datumanong - Dinaigan - Guiarong - Mindamudag - Paigoay-Pimbataan - Polo - Riantaran | - Tangcal - Tubaran Proper - Wago - Bagiangun - Gadongan - Gaput - Madaya - Malaganding - Metadicop - Pagalamatan |